# Bart’s Comet
«Bart’s Comet» (с англ. — «Комета Барта») — четырнадцатый эпизод шестого сезона мультсериала «Симпсоны».

## Сюжет
После того, как Барт превратил метеошар в шар, изображающий директора Скиннера с надписью: «Привет, я толстозадый Скиннер!», Скиннер решает наказать его, заставляя помогать ему в любительской обсерватории. Скиннер мечтает найти что-то в небе, и назвать его своим именем. Барт случайно находит комету и называет её в честь себя. Позже учёные обнаруживают, что комета движется прямо в Спрингфилд. Профессор Фринк планирует запустить ракету прямо на комету, рассеивая опасения каждого (кроме Лизы, которая знает, что этот план может иметь неприятные последствия, и Мо, потому что его таверна будет уничтожена в любом случае). Тем не менее, ракета пролетает мимо кометы и взрывает единственный мост из города, обрекая людей.
После законопроекта Конгресса не эвакуировать жителей Спрингфилда Гомер говорит, что, возможно, комета сгорит в атмосфере и останется только небольшой кусок, размером с головку лука. Он решает, что Симпсоны должны прийти в бомбоубежище, которое построил Нед Фландерс. Предвидя это, Нед построил бомбоубежище, достаточно большое для обеих семей. За час до уничтожения Спрингфилда горожане приходят, требуя места в бункере. Однако Гомеру не удаётся закрыть дверь и кому-то придётся уйти. Гомер решает, что единственная ненужная вещь «Мира будущего» — это левши, и говорит Неду уйти. Он уходит, но в конце концов, Гомер чувствует себя виноватым и также выходит из бункера, после чего другие горожане тоже выходят из него, и все они сходятся на холме в ожидании смерти. Когда комета входит в атмосферу, она сгорает в толстом слою загрязнения в Спрингфилде, протыкает метеошар Скиннера с надписью Барта и уничтожает бункер Фландерса на этом пути. Город решает сжечь обсерваторию для предотвращения подобных инцидентов. Гомер правильно предсказал судьбу кометы — что она будет гореть и упадёт на землю, как камень, не больше, чем голова чихуахуа (упав рядом с настоящим чихуахуа).

## Культурные отсылки

Дэвид Миркин добавил Уолли в левый верхний угол в кадрах бомбоубежища (Уолли выделен красным кружком)

- Сцена на диване является отсылкой на анимацию «Fleischer Studios», создавшей первые мультфильмы про Бетти Буп и Моряка Попая.
- Сюжет пародирует фильм «Метеор».
- Запуск метеошара вместе с учениками в самом начале эпизода — это отсылка к фильму Запах женщины, где в фильме ученики решили проучить директора школы мистера Траска, посчитав, что подаренный ему автомобиль был получен путём целования задниц попечительского совета.
- Созвездие трёх волхвов при соединении видно, как три первоначальных актёра «The Three Stooges».
- Уолли из «Где Уолли?» появляется в верхней левой части кадра во время первой группы в бомбоубежище, подражая стилю книги «Где Уолли?».
- Сцены бомбоубежища были основаны на эпизодах телесериала «Сумеречная зона» «The Shelter» и «The Monsters Are Due on Maple Street».
- Маленький Помощник Санты и Снежинка II смотрят ночью фильм про Лесси.
- Когда на город падает комета, горожане поют песню «Que Sera, Sera (Whatever Will Be, Will Be)», исполненную Дорис Дэй.

## Отношение критиков и публики
В своём первоначальном американском вещании эпизод стал 33-м, с 11,3 миллионами по рейтингу Нильсена. Это был четвёртый самый высокий рейтинг шоу на сети Fox за ту неделю.
Авторы книги «I Can’t Believe It’s a Bigger and Better Updated Unofficial Simpsons Guide» Уэрэн Мартин и Адриан Вуд написали: «Это отличный эпизод. Нам понравился момент, в котором благочестивая Мод с радостью жертвует своим Недди» Майки Кэхилл из Herald Sun написал: «Надпись на доске „Скоропись не разрешает писать, что я думаю“ является одной из моих любимых в шоу». Гид DVD Movie Колин Якобсон написал в обзоре шестого сезона: «Это не один и тот же уровень для меня. Я думаю, что эта серия последовательно демонстрирует решительность. Она простирается очень реально, но это не проблема, это необычно для серии, что программа кончается хорошо.» Гид DVD Verdict Райан Кифер поставил B-.